# Israel Nicander
Israel Nicander, född 1704 i Näshults socken i Jönköpings län, död 9 april 1745 i Ryssby socken i Kalmar län, var en svensk präst.
Nicander var son till kyrkoherde Magnus Nicander och Anna Israelsdotter Starbeckia samt bror till författaren Anders Nicander och brorson till rektor Petrus Nicander. Efter skolgång i Kalmar blev han 1724 student vid Uppsala universitet och 1735 vid Lunds universitet, där han disputerade 1736 och 1737 och blev filosofie magister 1738. Han prästvigdes i Kalmar stift 1737 till adjunkt åt morbrodern Nils Starbeck i Söderåkra församling, blev bataljonspredikant vid Kalmar regemente 1739 och kyrkoherde i Ryssby församling i Kalmar stift 1744, men avled året efter.
Israel Nicander var gift med Brita Wrethelia (1711–1800), dotter till Magnus Wrethelius och Helena Drysenius. De fick barnen Magnus (1738–1739), Anna Lena (1740–1799), gift med Jonas Nilsson, Victoria (1742–1743) och Nicolaus (1744–1817), som blev sjökapten.